# Bolt (DC Comics)
Bolt è un personaggio dei fumetti DC Comics. È un supercriminale dell'Universo DC, la cui prima apparizione avvenne in Blue Devil n. 6 (novembre 1984).

## Biografia del personaggio

### Larry Bolatinsky
Larry Bolatinsky è un artista degli effetti speciali ed un assassino. Disegnò una tuta speciale che gli diede il potere di teleportarsi e di lanciare raggi d'energia. Con il soprannome di Bolt affrontò supereroi come Blue Devil, Capitan Atomo e Starman (Will Payton).
Bolt comparve in Suicide Squad vol. 1 n. da 63 a 66 (da marzo a giugno 1992) come parte di una versione più malvagia della Squad che sosteneva la dittatura dell'isola di Diabloverde del Triangolo delle Bermuda. Amanda Waller e la sua Squad riuscirono a sbarazzarsi di lui e dei suoi colleghi nel tentativo di rimuovere la dittatura.
Si unì ad un sub-gruppo di assassini che si faceva chiamare i Killer Elite. Una delle tante battaglie li mise contro la squadra di mercenari noti come The Body Doubles. Bolt fu nominato in un pannello al di fuori della battaglia.
Si unì poi ad una terza incarnazione della Suicide Squad e morì nella sua prima missione al fianco di Killer Frost, Putty, Eliza e Larvanaut. Cadde da un albero, si ruppe una gamba e fu attaccato da alcune formiche assassine. Lo si vide morto tra le braccia di Killer Frost. Successivamente lo si vide vivo nelle pagine di Crisi d'Identità n. 1 e fu gravemente ferito da due ragazzini di strada, che gli perforarono un polmone e i reni. Da lì in poi si unì alla Società segreta dei supercriminali. Sembrò che la sua miracolosa resurrezione non fu notata dagli altri personaggi, in particolare durante la sua guarigione dalle ferite da arma da fuoco.
Bolt fu membro della Lega dell'ingiustizia di Lex Luthor, di Cheetah, e del Joker, ed è uno dei criminali comparsi in Salvation Run. È uno dei criminali inviati dai Segreti Sei per ritrovare la Carta "Esci dall'Inferno".
Bolt fu successivamente ucciso da suo figlio, Dreadbolt, che utilizzò l'abilità teleportante della sua tuta per mandarlo contro un muro di mattoni. Bolt fu identificato come uno dei tanti criminali seppelliti sotto la Sala della Giustizia. Fu successivamente riportato in vita come membro del Corpo delle Lanterne Nere.

### Terry Bolatinsky
Il figlio di Bolt, Terry Bolatinsky, comparve in Teen Titans n. 56. Inizialmente tentò di diventare amico della spalla di Blue Devil, Kid Devil, prima di rivelargli che seguiva le orme di suo padre sotto l'identità di Dreadbolt. Tentò di persuadere Kid Devil nel farlo entrare nella sua squadra, i Terror Titans, ma quando questi rifiutò, si unì al resto dei Terror Titans per sconfiggerlo. Poi, sui richiesta del Re degli Orologi, fu inviato per aiutare a sconfiggere Ravager che aveva già sconfitto il Persuasore e Copperhead. Minacciò di uccidere Wendy e Marvin ma Ravager intuì il suo bluff e lo sconfisse in un attimo. Riunitosi con il suo gruppo, Dreadbolt tentò di attaccarla di nuovo, ma fu apparentemente ucciso nell'esplosione causata da Ravager quando ruppe un tubo del gas. Si rivelò più in là che utilizzò il sistema teleportante della sua tuta per trasportare sé stesso e i suoi colleghi al sicuro. Nella miniserie Terror Titans, Dreadbolt fu assunto dal Re degli Orologi per assassinare suo padre, al fine di provare di essere in grado di guidare i suoi compagni. Il Re degli Orologi lo rinominò Bolt, quando finalmente riuscì nella missione. Disruptor, avendo perso i favori del Re degli Orologi e di Ravager tentò di manipolare Terry affinché uccidesse quest'ultima, ma Bolt non si fece ingannare. Quando il Re degli Orologi mise in atto il suo piano di distruzione di Los Angeles con un'armata di metaumani controllati mentalmente, Ravager si impegnò nel fermarlo. Bolt e i Terror Titans si batterono contro di lei, ma furono sopraffatti. Miss Martian, che si finse una di questi metaumani, liberò tutti gli altri dal controllo mentale, e insieme a loro andò in cerca dei Terror Titans. Ritiratisi alla tana del Re degli Orologi in cerca di aiuto, Bolt e gli altri rimasero inorriditi nel vedere il loro capo uccidere Disruptor per il suo fallimento, e che li lasciò in mano ai metaumani infuriati. Bolt si offrì di tenerli tutti a bada finché i suoi colleghi non fossero fuggiti, ma loro insistettero per combattere al suo fianco, e insieme furono infine sopraffatti. Dreadbolt fu sconfitto da una scarica elettrica del supereroe Static. Due settimane dopo, Bolt e i Terror Titans rimasti, evasero dalla prigione, pianificando una vendetta verso il Re degli Orologi.

## Poteri e abilità
Larry Boltanisky è un abile tecnico degli effetti speciali ed un assassino. Grazie alla tuta speciale da lui disegnata, è in grado di teleportarsi entro breve distanza istantaneamente. La tuta contiene anche un diffusore di energia elettrica che può essere utilizzato come arma. La tuta di Terry possiede le stesse abilità.